# Hiroki Uchi
Hiroki Uchi (内 博貴 Uchi Hiroki?,  Habikino, Prefectura de Osaka, 10 de septiembre de 1986) es un idol, cantante, actor y modelo japonés, afiliado a Johnny & Associates. Es principalmente conocido por haber sido miembro de los grupos Kanjani Eight y NEWS.

## Biografía

### Primeros años
Uchi nació el 10 de septiembre de 1986 en la ciudad de Habikino, prefectura de Osaka. En mayo de 1999, a la edad de doce años, se unió a la agencia Johnny & Associates. Uchi no tenía ningún interés en la industria del entretenimiento y soñaba con ser jugador profesional de béisbol, sin embargo, fue inscrito en una audición por su madre. Tras su llegada a Johnny & Associates, se convirtió en el vocalista del grupo juvenil V. West junto a Shōta Yasuda, Ryūhei Maruyama y Tadayoshi Okura. Simultáneamente, Uchi apareció de forma regular en el programa de televisión, Weekly V. West, junto a los otros miembros del grupo.

### 2002-05: News y Kanjani Eight
En diciembre de 2002, Uchi se convirtió en miembro del recién formado grupo Kanjani Eight junto con otros siete miembros. Alrededor de la misma época, comenzó a actuar en su primer drama, Doremisora. En 2003, Uchi y Ryō Nishikido, otro miembro de Kanjani Eight, se unieron a la banda NEWS. El mismo año, Uchi participó en el drama Boku no Ikiru Michi y fue galardonado con el Nikkan Sports Drama Grand Prix en la categoría de "mejor novato".
En 2004, Uchi hizo su debut con NEWS y Kanjani Eight con el sencillo Kibou-Yell en el área de Kansai, y luego en todo el país. En mayo de 2005, mientras actuaba en el Hey! Say! Dream Boy (junto con KAT-TUN), Uchi fue hospitalizado debido a un neumotórax pulmonar, una condición que causa orificios en el revestimiento de los pulmones. Uchi, quien luego se informó estaba padeciendo de la enfermedad desde marzo, fue retirado de ambos shows y fue sometido a una cirugía de emergencia para reparar tres agujeros que se habían formado en su pulmón izquierdo. Después de su rehabilitación, Uchi regresó a sus actividades en junio para el lanzamiento del sencillo Teppen de NEWS, además de aparecer en el drama Ganbatte Ikimasshoi.
El 16 de julio de 2005, Uchi fue temporalmente suspendido junto a Hironori Kusano de sus actividades artísticas por consumo de alcohol siendo menor de edad (en aquel entonces, Uchi tenía dieciocho años mientras que Kusano dieciséis). Aunque se suponía que estaría suspendido por tiempo indefinido, Uchi regresó a la agencia como aprendiz a fines de 2006, sin embargo, no apareció en ninguna actividad de NEWS y Kanjani Eight. El 9 de julio de 2007, regresó a la vista pública participando en el Playzone'07 Change2Chance de Shonentai.

### 2008-presente: Carrera en solitario
A principios de enero de 2008, se anunció que Uchi se graduaría de artista aprendiz a solista con un papel principal en el drama Isshun no Kaze ni Nare, un programa especial de Fuji TV transmitido durante los últimos cuatro días de febrero. Su estatus en la agencia volvió a ser de "junior". En marzo, también se unió al elenco del drama Osen de NTV como uno de los personajes principales. En noviembre, se anunció que comenzaría sus conciertos solistas en Yokohama y Osaka en colaboración con Question?.
En 2009, Uchi participó en el Playzone 2009 Letters from the sun con la banda Kis-My-Ft2. El mismo año, protagonizó un drama basado en el anime Yamato Nadeshiko Shichi Henge junto con otras estrellas de JE como Kazuya Kamenashi y Yuya Tegoshi. Más adelante, el drama fue galardonado con el Nikkan Sports Drama Grand Prix como mejor drama.
En 2010, el presidente de Johnny & Associates, Johnny Kitagawa, declaró que Uchi había sido eliminado de Kanjani Eight y NEWS de forma permanente y en su lugar se centraría en su trabajo en solitario y actuación.

## Filmografía

### Dramas
- Doremisora (2002) como Katsumi Mori
- Boku no Ikiru Michi (2003) como Yoshida Hitoshi
- Ganbatte Ikimasshoi  (2005) como Nakata Saburo (ep. 1-2)
- Isshun no Kaze ni Nare (2008) como Kamiya Shinji
- Osen SP (2008) como Ezaki Yoshio
- Yamato Nadeshiko Shichi Henge (2010) como Oda Takenaga
- Shiritsu Bakaleya Koukou (2012) como Sakuragi Ren
- Tengoku no Koi (2013) como Komota Ushio / Kunitomo Satoshi

### Películas
- Shiritsu Bakaleya Koukou THE MOVIE (2012) como Sakuragi Ren
- Ninja Kids!!! Summer Mission Impossible (2013) como Doi Hansuke

### Actuación de voz
- One Piece: Norowareta Seiken (2004) como Tōma

### Teatro
- 2007: Playzone: Change2Chance
- 2009: Playzone: Letters from the Sun
- 2010: Guys and Dolls
- 2010: Endless Shock
- 2011: 'Endless Shock
- 2011: Ikemen Desu Ne Stage Play como Fujishiro Shu
- 2012: Endless Shock
- 2012: Duet
- 2013: Za Odasaku
- 2013: Endless Shock